# Masturus oxyuropterus
Masturus oxyuropterus es una especie de peces de la familia Molidae en el orden de los Tetraodontiformes.

## Morfología
Pueden llegar alcanzar los 210 cm de longitud total.

## Hábitat
Es un pez de mar y de aguas profundas.

## Distribución geográfica
Se encuentra en el Japón e Indonesia.

## Observaciones
Es inofensivo para los humanos.